# Picrodendreae
Picrodendreae es una tribu de plantas perteneciente a la familia Picrodendraceae. Comprende 3 subtribus y 8 géneros.

## Subtribus y géneros
Subtribu Mischodontinae
Androstachys
Aristogeitonia (también Paragelonium)
Mischodon
Stachyandra
Voatamalo
Subtribu Paiveusinae
Oldfieldia (también Cecchia, Paivaeusa)
Subtribu Picrodendrinae
Parodiodendron
Picrodendron
Piranhea (también Celaenodendron)